# 제갈첨

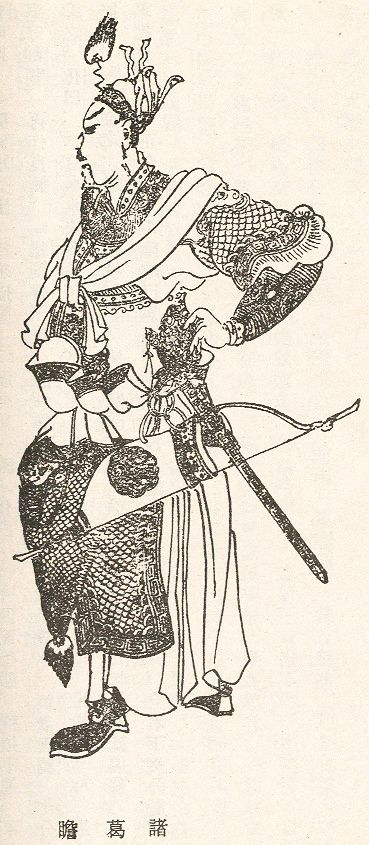
제갈첨

제갈첨(諸葛瞻, 227년 ~ 263년)은 중국 삼국시대 촉한(蜀漢)의 정치가로, 자는 사원(思遠)이다. 무향후 제갈량의 아들이다.

## 행적
약관의 나이에 촉한에 임관하였고, 많은 이들의 명망을 받았다. 황호가 유선의 총애를 받으면서 황궁에 출입할 수 없게 되었다.
263년, 위의 촉 정벌 당시 위가 촉한으로 공격해오자, 유선에 의해 위장군으로 발탁되어 면죽관(綿竹關)에서 위에 대항해서 싸우게 된다. 위장 등애(鄧艾)가 항복하면 낭야왕의 지위를 준다는 권유를 했으나, 이를 뿌리치고 싸웠으며, 중과부적으로 전투 중 자결한다.
슬하에 아들 제갈상(諸葛商)과 제갈경이 있는데, 제갈상은 면죽관 전투에서 전사하였고, 제갈경은 살아남아 하동 땅으로 이주했다.

## 제갈첨의 친족관계

### 관련 인물
제갈각　제갈경　제갈교　제갈규　제갈균　제갈근

제갈량　제갈반　제갈정　제갈탄　제갈풍　제갈회

## 같이 보기
- 삼국지 인물 목록